# Finskhetsförbundet
Finskhetsförbundet,  finska: Suomalaisuuden liitto är en organisation med säte i Helsingfors. Förbundet grundades den 12 maj 1906 av författaren Johannes Linnankoski för att tillvarata det finska språkets intressen under nationalismens tidsålder i Finland. Nuvarande ordförande är Sampo Terho. Idag är förbundet främst känt för att det strävar efter att avskaffa obligatorisk svenskundervisning och den officiella tvåspråkigheten i Finland.

## Begynnelse och radikalisering
Under sina barnaår medverkade förbundet aktivt i namnändringskampanjer i Finland, under vilka flera hundra tusen finländare förfinskade sina släktnamn. Den första stora namnförfinskningskampanjen inleddes år 1906 och den sista på 1930-talet.
Den stora språkstriden på 1920- och 1930-talen var förbundets mest aktiva tid. År 1927 tog en grupp radikala nationalister som var aktiva i Akademiska Karelen-Sällskapet makten i Finskhetsförbundet och avsatte förbundets relativt moderata styrelse. AKS-ledaren Urho Kekkonen valdes till ny ordförande och förbundets linje radikaliserades på ett markant sätt.

## Politiskt inflytande
Kring 1925 uppkom den starkt språknationalistiska äktfinska rörelsen, som syftade till att avskaffa den officiella tvåspråkigheten och att begränsa svenskans officiella status endast till ett minoritetsspråk i de sk. svenskbygderna.
Rörelsen hade en del anhängare inom de finska borgerliga partierna, särskilt inom Agrarförbundet, avsevärt mindre inom Samlingspartiet och allra minst inom det liberala Framstegspartiet. Den politiska vänsterns hållning gentemot den äktfinska rörelsen var genomgående negativ, vilket ledde till att Svenska Folkpartiet började samarbeta med Finlands Socialdemokratiska Parti i många sakfrågor.
Lapporörelsen, som var tvåspråkig, lyckades åstadkomma ett visst närmande mellan finska och finlandssvenska högerelement omkring år 1930, men den skenbara avspänningen blev kortvarig. Lapporörelsen upplöstes år 1932 efter Mäntsäläupproret och efterträddes av Fosterländska folkrörelsen (IKL), vars linje i språkfrågan blev utpräglat äktfinsk. Tvåspråkighetsfalangen inom Lapporörelsen grundade visserligen det konkurrerande Fosterländska Folkpartiet, som dock endast förblev ett kortvarigt försök.
Språkstridens två sista och allra kraftigaste utlöpare blev konflikterna om förfinskningen av statsuniversitetet (se universitetsadresserna) — partiellt genomdriven 1937 — och om snabbkolonisationen efter förlusten av Karelen efter vinterkriget 1940 och igen efter fortsättningskriget 1944. Helsingfors universitet förblev dock tvåspråkigt och även den Finska statens officiellt tvåspråkiga karaktär förblev orubbad, eftersom den äktfinska rörelsens anhängare aldrig ens hade varit i närheten av att ha en majoritet i Riksdagen.
Efter 1945 inträdde lugnet i språkfrågan efter språkfreden. Finskhetsförbundet fick nya, mer moderata ledare och upphörde under flera decennier att vara en organisation för språkstrider.

## Ny radikalisering
Mot slutet av 1980-talet skedde en radikal kursändring i och med att en liten grupp språknationalister tog över inom förbundet, vilket ledde till att många tidigare medlemmar utträdde i protest. Nu återupplivade man det äktfinska programmet från mellankrigstiden i mer eller mindre oförändrad form. Ordförandena Erkki Pihkala, Seppo Heikinheimo, Pentti Huttunen och Heikki Tala har alla stått för denna linje.
Å andra sidan har flera av förbundets tidigare ledare tagit klart avstånd från dess nuvarande linje. Enligt förre ordföranden Martti Häikiö har förbundet hamnat i händerna på "galna fundamentalister" och en annan före detta ordförande, Veikko Löyttyniemi, har yttrat att han inte längre vill vara med i en organisation som har blivit "så trångsynt". Före detta generalsekreteraren Kai Huovinmaa har karakteriserat förbundets nya linje som "språkrasism".

## Förlorat statsstöd
Förbundet har av tradition innehaft ett officiellt statsuppdrag att informera om den finska flaggan. Efter Huttunenincidenten och många år av envist motstånd mot att informera om Finlands flagga på svenska tröt tålamodet hos regeringen. I augusti 2002 drogs statsstödet på 16 800 euro in.
Pentti Huttunen: Varför ska vi tillhandahålla service som ingen frågar efter? Det är ytterst sällan någon begär svensk information om finska flaggan av oss. [...] Men det ska finnas åtminstone en organisation i Finland som inte böjer sig för sfp! [D]et är en principfråga för oss att ge information enbart på finska.

## Medlemmar
Förbundet hade 2001 ca 1100 medlemmar.